# Округ Слај (Џорџија)
Слај (енгл. Schley County) је округ у америчкој савезној држави Џорџија.

## Демографија
По попису из 2010. године број становника је 5.010, што је 1.244 (33,0%) становника више него 2000. године.
| Група             | 2000.         | 2010.         |
| Белци             | 2.462 (65,4%) | 3.612 (72,1%) |
| Афроамериканци    | 1.178 (31,3%) | 1.169 (23,3%) |
| Азијати           | 3 (0,1%)      | 36 (0,7%)     |
| Хиспаноамериканци | 89 (2,4%)     | 161 (3,2%)    |
| Укупно            | 3.766         | 5.010         |